# 22543 Ranjan
22543 Ranjan è un asteroide della fascia principale. Scoperto nel 1998, presenta un'orbita caratterizzata da un semiasse maggiore pari a 2,2553423 UA e da un'eccentricità di 0,1611959, inclinata di 0,94216° rispetto all'eclittica.